# Clematis novocaledoniaensis
Clematis novocaledoniaensis är en ranunkelväxtart som beskrevs av Wen Tsai Wang. Clematis novocaledoniaensis ingår i släktet klematisar, och familjen ranunkelväxter. Inga underarter finns listade i Catalogue of Life.